# Thesium lynesii
Thesium lynesii är en sandelträdsväxtart som beskrevs av Robyns & Lawalree. Thesium lynesii ingår i släktet spindelörter, och familjen sandelträdsväxter. Inga underarter finns listade i Catalogue of Life.